# Esp@cenet
esp@cenet è un servizio online gratuito sviluppato dall'Ufficio europeo dei brevetti (EPO) insieme agli stati membri dell'Organizzazione europea dei brevetti, per l'inoltro di richiesta di domanda di brevetto.
Ogni stato membro possiede un servizio esp@cenet nella sua lingua originale ed ha accesso al database mondiale dell'EPO, perlopiù in inglese. Questo database contiene i brevetti nazionali di molti stati europei, nonché i brevetti europei, internazionali e nazionali di altri Paesi (USA, Giappone, Canada).
Nel  mese di agosto 2015, il servizio mondiale esp@cenet conteneva più di 90  milioni di brevetti pubblicati.

## Esempio di ricerca
Dato l'elevato numero di brevetti la ricerca per sole parole chiave risulta difficile. Ad esempio se usiamo i seguenti termini su Espacenet, otteniamo i risultati:
```
   * plant - pianta = oltre 100.000 risultati
   * plant AND seed - pianta AND seme = 9218 risultati
   * (plant OR seed) AND transgenic - ... AND transgenico = 7868 risultati
   * (plant OR seed) AND transgenic AND crop - ... AND coltivazione = 324 risultati
   * (plant OR seed) AND transgenic AND crop AND herbicide - ... AND diserbante = 13 risultati
```

Chi svolge la ricerca deve capire quanti termini usare ed evitare che i risultati di ricerca siano troppi o troppo pochi. Infatti se si ottengono pochi risultati, si potrebbe aver perso un brevetto importante. Risultati migliori si ottengono combinando i vari tipi di ricerca offerti dal motore di ricerca. Espacenet infatti mette a disposizione dell'utente 4 tipi di ricerca diversa:
```
   * Quick Search - Ricerca semplice
   * Advanced Search - Ricerca avanzata
   * Number Search - Ricerca per numero
   * Classification Search - Ricerca per classi
```

Eseguendo dapprima una ricerca semplice, poi una per classi ed infine combinando le due nella ricerca avanzata, si può facilmente trovare il brevetto cercato. È importante sapere che non è possibile seguire sempre la stessa strategia, ma ogni invenzione richiede una tecnica di ricerca adattata al tema da cercare.